# (35869) 1999 JR68
1999 JR68 (asteroide 35869) é um asteroide da cintura principal. Possui uma excentricidade de 0.19087020 e uma inclinação de 4.13729º.
Este asteroide foi descoberto no dia 12 de maio de 1999 por LINEAR em Socorro.